# Morphopsychologie

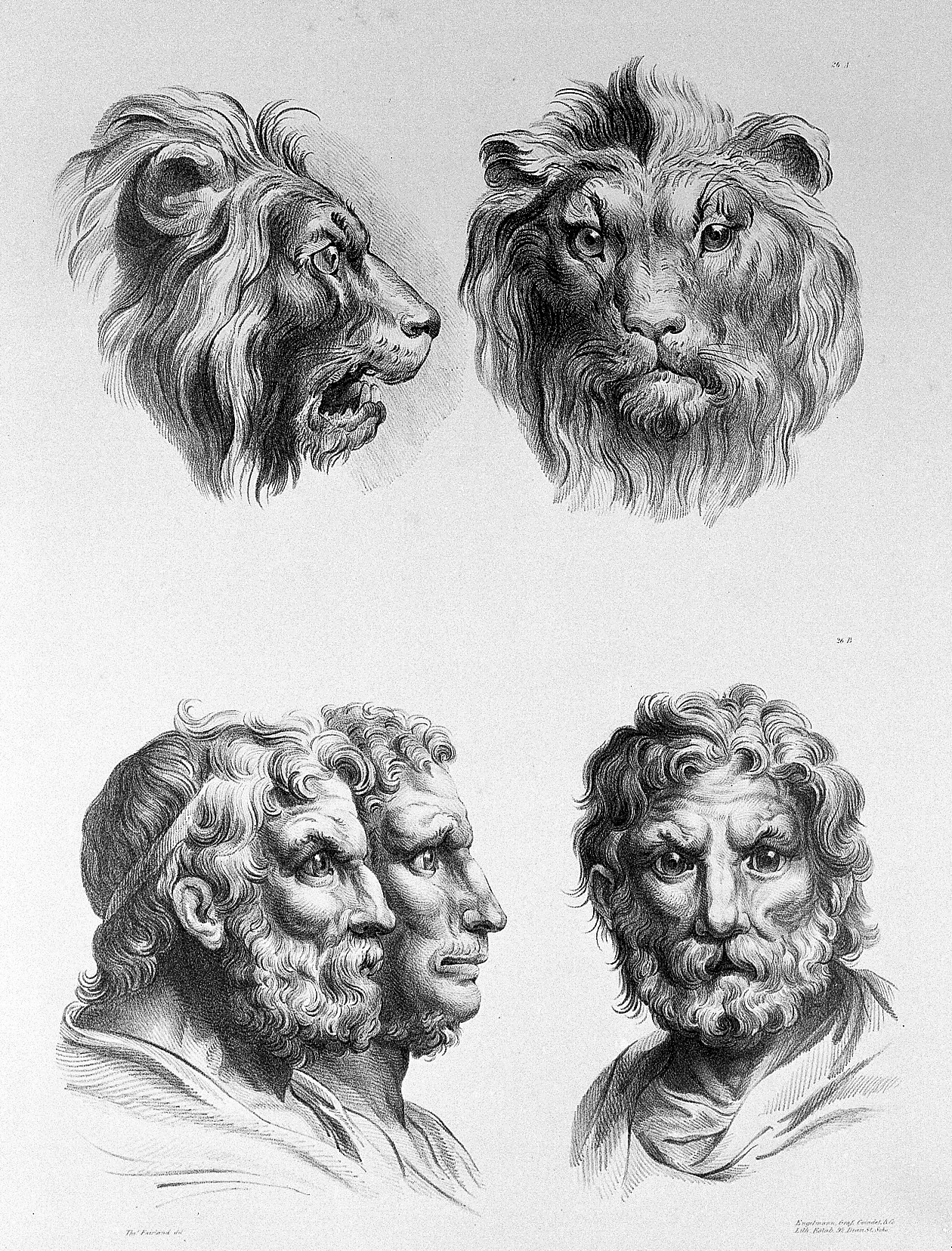
Dessin lithographique illustratif de la relation entre la physionomie humaine et celle de la création de brute, de Charles Le Brun (1619-1690).

La morphopsychologie est une pseudo-science qui prétend établir des correspondances entre la morphologie des traits du visage d'un individu et sa psychologie.
Ignorant la méthode scientifique, aucun de ses postulats n'a été vérifié. Elle est l'objet de critiques récurrentes la classant dans les catégories « ésotérisme » ou « pseudo-science » et a été dénoncée comme  une « vision archaïque » de la personnalité humaine par le physicien Sébastien Point. Elle n'a donc rien à voir avec les théories de la personnalité développées dans le cadre de la psychologie scientifique.

## Histoire
Le principe d'une méthode basée sur l'idée que le visage révèle le caractère ou la psychologie d'une personne est introduite par Johann Kaspar Lavater avec la physiognomonie et prolongée dans les domaines de la phrénologie de Franz Joseph Gall et Johann Gaspar Spurzheim, des types morphologiques de Carl Gustav Jung, de la caractérologie de Gerardus Heymans, Enno D. Wiersma, René Le Senne, de la prosopologie de Roger Ermiane, des types morphologiques selon les feuillets embryonnaires de William H. Sheldon.
L'inventeur, en 1937, de la « morphopsychologie » est le docteur Louis Corman, ancien médecin chef du service psychiatrique de l'adulte à l'hôpital Saint-Louis, et fondateur du service de psychiatrie de l'enfant à l'hôpital Saint-Jacques de Nantes.

### Loi de dilatation-rétraction
La morphopsychologie se base sur plusieurs hypothèses non prouvés, dont celle qu'elle appelle la « loi de dilatation-rétraction : Tout être vivant étant en interaction avec son milieu, si les conditions sont favorables, les structures physiques et physiologiques tendent à s'épanouir, dans le cas contraire, elles s'amenuisent. » Autrement dit, la psychologie et l'aspect physique serait tous les deux modifié en fonction de si l'environnement est favorable ou non.

### Société de morphopsychologie
Corman a fondé, en 1980, la Société française de morphopsychologie qui édite une revue trimestrielle, délivre un titre de morphopsychologue SFM et supervise ses professeurs agréés. Il fonde ensuite l'Association des morphopsychologues conseils, qui développe les applications professionnelles de la discipline. Cette association n'existe plus aujourd'hui.

### XXIesiècle
Au XXIe siècle, la morphopsychologie est extrêmement discréditée. Le consensus scientifique la désigne comme une pseudo-science, et les morphopsychologues souvent comme des charlatans. Elle a extrêmement peu de voix dans l'espace public.
Cependant, elle n'a pas totalement disparu pour autant, et il arrive en de très rares occasions que des morphopsychologues soient interrogés par des médias grands publics. Par exemple, après les Combats de Culiacán du 17 octobre 2019, des combats extrêmement violents qui ont opposé les forces de l'ordre mexicaines à une faction du Cartel de Sinaloa pour libérer un de ses principaux chefs arrêté, Ovidio Guzmán, El Universal, un journal conservateur qui a l'un des plus grands tirages du Mexique, a soumis une photo du visage de Guzmán à une morphopsychologue, Adriana Cano. Celle-ci l'a décrit comme un "leader bien organisé [...] mais dépressif" en se basant uniquement sur les traits de son visage.
Ce genre de prise de parole dans les médias grand public reste toutefois extrêmement rare.
Dans une étude publiée dans la mégarevue Scientific Reports, les auteurs, Alexander Kachur, Evgeny Osin, Denis Davydov, Konstantin Shutilov et Alexey Novokshonov s’expriment en ces termes : « Il existe de nombreuses preuves que les indices morphologiques et sociaux d'un visage humain fournissent des signaux de personnalité et de comportement humains. ».
Une application gratuite pour mobiles et tablettes intitulée "True Face : morphopsychologie" a été lancée en avril 2024 sur l'App Store ainsi que sur le Google Play Store. Celle-ci permet de faire l'analyse morphopsychologique d'un sujet à partir des photos de son visage de face et de profil. Il suffit d'importer les photos dans l'application et de pointer sur le visage à l'aide d'une mire les éléments demandés.